# AS Tallinna Sadam
Die AS Tallinna Sadam (deutsch Talliner Hafen AG) ist ein estnischer Hafenbetreiber mit Sitz in Tallinn. Der größte Aktionär des börsennotierten Unternehmens ist der Staat Estland über das Kliimaministeerium mit einem Anteil von 67 %.
Jährlich nutzen 10 Millionen Passagiere die Häfen und 20 Millionen Tonnen Güter werden umgeschlagen.

## Häfen
Tallinna Sadam betreibt folgende vier Häfen im Kreis Harju (deutsche Bezeichnung und UN/LOCODE in Klammern):
- Vanasadam (Altstadthafen, EE VAN), Tallinn
  - Vanasadama Jahisadam (Altstadtmarina)
- Muuga sadam (Hafen Muuga, EE MUG), Maardu
- Paldiski Lõunasadam (Südhafen Paldiski, EE PLS), Paldiski
- Saaremaa sadam (Hafen Saaremaa, EE SMA), Saaremaa

Bis 2022 war Tallinna Sada auch Betreiber des Hafens Paljassaare.

## Tochterunternehmen
Die TS Laevad OÜ betreibt innerestnische Fährlinien zwischen Rohuküla und Heltermaa und zwischen Virtsu und Kuivastu. Zur Flotte gehören fünf Fährschiffe: Leiger, Tiiu, Tõll, Piret und Regula. Die TS Shipping OÜ bietet Offshore-Dienstleistungen an und betreibt den Eisbrecher Botnica. Am auf Häfen spezialisierten Entsorgungsunternehmen AS Green Marine ist Tallinna Sadam beteiligt.